# 7-ма Воєводинська ударна бригада
7-ма Воєводинська ударна бригада (серб. Седма војвођанска ударна бригада) — військове тактичне формування Народно-визвольної армії Югославії (НВАЮ), яке брало участь у визволенні Югославії в роки Другої світової війни. У лавах бригади воювали близько 250 громадян СРСР.

## Загальні відомості

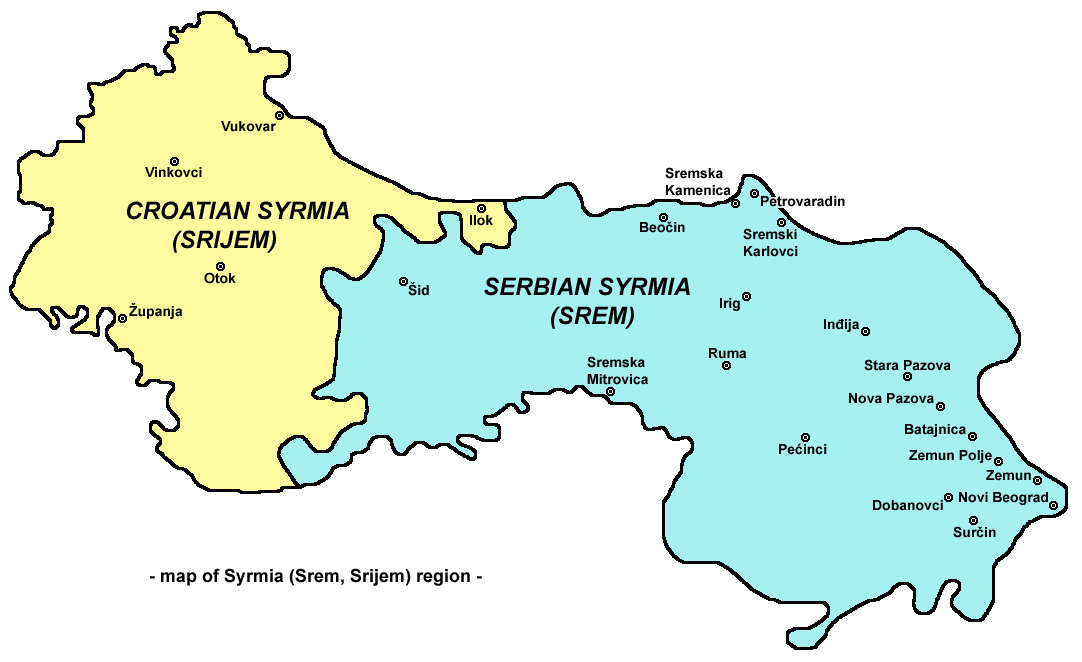
Срем

Сформована за рішенням Головного штабу народно-визвольної армії і партизанських загонів (НВА і ПЗ) Воєводини 2 липня 1944 року в Босутських лісах у Срему, на фермі Мошницького, розташованій між селами Батровці і Липовац. Спочатку мала три батальйони. У 1-й батальйон новосформованої бригади був перетворений колишній 1-й батальйон 6-ї Воєводинської бригади. 2-й батальйон склали підрозділи Другого сремського партизанського загону. До 3-го батальйону, який назвали «російським», увійшли дві роти, сформовані з росіян і українців 6-ї Воєводинської бригади, 1-го та 2-го сремських партизанських загонів, колишніх радянських військовополонених і примусових робітників, що втекли з німецьких таборів. На день утворення бригада налічувала близько 900 бійців, з яких 300 не мали зброї. Із важкого озброєння бригада мала 44 кулеметів, переважно англійського виробництва, а також 6 ручних протитанкових гранатометів.
Командиром бригади став Мілан Єшич (Ібра), заступником — Душан Секіч (Шаца), політичним комісаром — Лазар Любинкович (Саша). Бригада підпорядковувалася 3-й Воєводинській дивізії 12-го Воєводинського корпусу, яка 31 жовтня 1944 року була перейменована у 51-шу Воєводинську дивізію.
Склад 7-ї Воєводинської бригади був багатонаціональним. Тут воювали серби, які становили більшість, хорвати, словаки, представники мусульманських народностей, русини, угорці та румуни. Найбільшу групу іноземців становили громадяни СРСР — росіян і українців. Крім них, було близько десяти італійців.
На початку серпня в районі села Слободна Власт у Славонії був сформований 4-й батальйон бригади. Після створення він увійшов до складу бригади під третім номером, а «руський» батальйон відповідно став четвертим.
6 серпня 7-ма Воєводинська бригада налічувала 886 бійців (у тому числі 118 жінок), з яких 249 осіб були неозброєними. На озброєнні бригада мала 463 рушниць (198 типу «маузер», 13 типу «манліхер», 246 англійських і 6 французьких), 22 автоматів, 43 кулеметів, 5 станкових кулеметів, 3 важких мінометів, 4 легких мінометів, 4 ручних протитанкових гранатометів, 5 протитанкових рушниць і 15 пістолетів. Як тяглову силу бригада використовувала 17 верхових і 69 тяглових коней.
Бойові заслуги бригади у народно-визвольній війні були відмічені орденами «За заслуги перед народом» І-го ступеня і «Братерства та єдності» І ступеня. Бригада відзначена: подякою Верховного Головнокомандувача НВАЮ маршала Йосипа Броз Тіто та радянського верховного командування за особистий внесок у перемогу в боях на Батинському плацдармі (6 — 29 листопада 1944 року), командувача військ ІІІ Українського фронту маршала Ф. І. Толбухіна за ліквідацію Болманського плацдарму вермахту (6 — 22 березня 1945 року), а також Головного штабу НВА і ПЗ Хорватії і командування 6-го Славонського ударного корпусу за бої коло Бектежа (Славонія).
За час участі у бойових діях у складі бригади воювали близько 5000 осіб, з яких загинули, зникли безвісти і померли близько 1000, а сумарні втрати склали близько 3500 осіб.
Після війни звання Народного героя Югославії були присвоєні командиру бригади Мілану Єшичу — Ібра, командиру 2-го батальйону Живану Міловановичу — Чата і заступнику командира бригади Лазару Марковичу — Чаджа.

## Бойовий шлях бригади
Створенню бригади передував наступ 5-го корпусу СС в Південно-Західному Срему і Північно-Східній Боснії, який відбувся в березні — квітні 1944 року. Однією з цілей німецької операції було припинення зв'язку між оперативними зонами у Срему та Східній Боснії, який мав виняткове значення для військових формувань НВАЮ. Після перекриття противником цього зв'язку в Срему залишилися лише один батальйон 6-ї бригади і два партизанські загони. Незважаючи на вжиті противником заходи, приплив добровольців до партизанів зберігався стабільно, що забезпечило поповнення 6-ї бригади і дозволило створити 7-му Воєводинську бригаду.

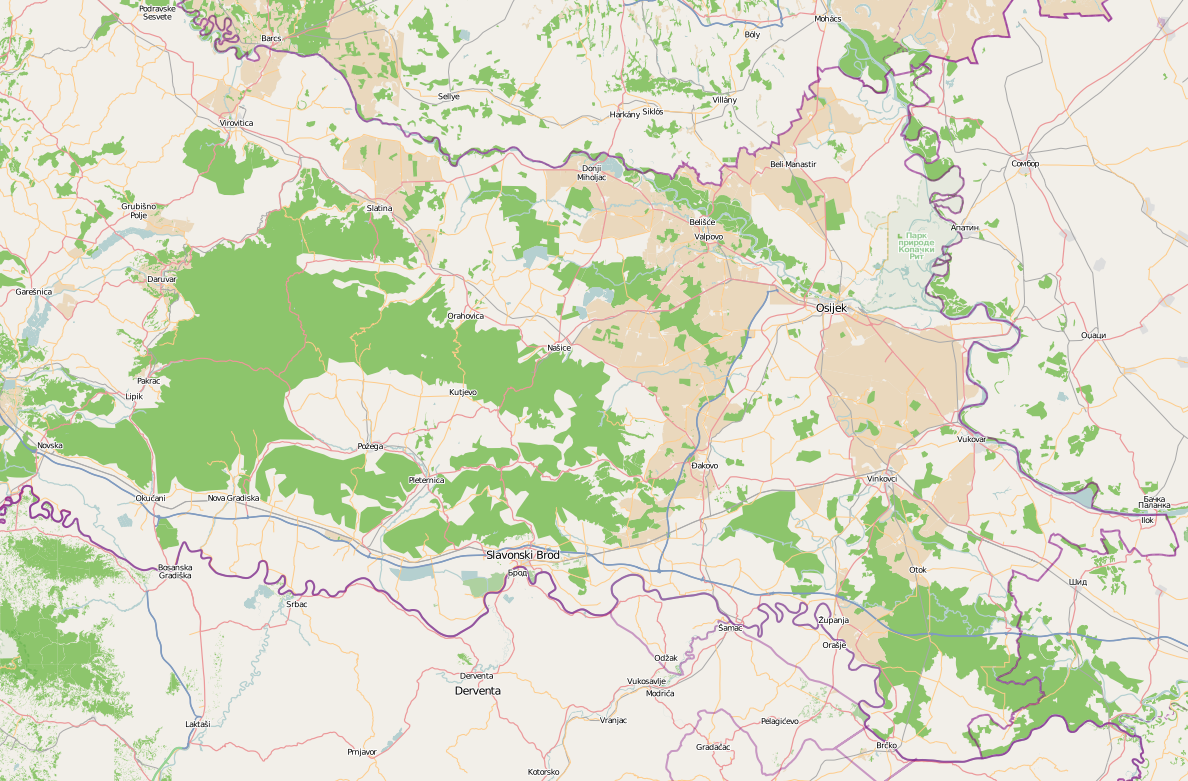
Славонія

Формування бригади відбувалося у розпал німецького наступу під кодовою назвою «Волошка» (нім. Kornblume). Проти партизан Срему німці зосередили 15 тисяч солдатів. Підсилені танками і артилерією, вони наступали з кількох напрямків. Після двох тижнів боїв і маневрів, бригада тимчасово вийшла із Срему до Славонії. Разом з іншими частинами НВАЮ бригада наприкінці липня ліквідувала опорні пункти в славонському Шамаці й навколишніх селах. Після цього передислокувалася в район гір Диль і Папук. На новому місці бригада включилася в оборону Пожезької долини від частин 1-ї козачої дивізії вермахту.
На початку вересня бригада повернулася в Західний Срем. У цей період часу, 30 серпня, у відповідь на заклик маршала Тіто і оголошену амністію, 2500 домобран, разом зі 115 офіцерами, з повним озброєнням і викладкою перейшли на бік партизанів. До 15 вересня 350 колишніх домобранів (25 % усієї чисельності бригади) були зараховані до складу 7-ї Воєводинської бригади. Якщо враховувати тих, що вибули 12 жовтня у розпорядження 12-го корпусу бійців радянського 4-го батальйону, то відношення часток нового поповнення у складі бригади та досвідчених бійців становило 50 на 50.
У вересні 1944 року партизани Срему чинили відчутну загрозу для окупаційних сил. Своєю бойовою активністю сприяла цьому і 7-ма бригада. 18 — 19 вересня бригада провела диверсійні акції на лініях комунікації та здійснила демонстративну атаку на Сремську Митровицю. Після боїв 28 — 29 вересня бригада взяла місто Ілок і разом з 11-ю Воєводинською бригадою здійснила напад на Шаренград. У жовтні бригада увійшла до складу новоствореної 51-ї Воєводинської дивізії. В її лавах брала участь у боях на Батинському і Вировитицькому плацдармах та біля села Болман. Свій бойовий шлях на заключному етапі війни 7-ма Воєводинська бригада завершила в складі 3-ї армії під Бляйбургом.

## «Російський» батальйон бригади

### Передумови створення батальйону
Перші радянські партизани в Сербії з'явилися у серпні — вересні 1942 року. Спочатку це були окремі бійці. Більшість із них приєднувалася до партизанів після втечі з таборів військовополонених у містах Сремська Митровиця, Земун та ін., а також із робочих команд, створених німцями для обслуговування військ. Частина людей втікали з ешелонів із військовополоненими та примусовими робітниками. Більше всього таких втеч було на території Срему. У зв'язку зі збільшенням чисельності радянських бійців командування НВАЮ стало зводити їх в однорідні за складом формування.
Група радянських людей, колишніх військовополонених, воювала в 2-му Сремському загоні, що дислокувався в селі Малі Михайловці. Очолював їх капітан Червоної армії Петро Максимович Оранський, який потрапив пораненим у полон під Севастополем. Разом із югославськими бійцями вони брали участь у різних бойових операціях, у тому числі в успішному нападі у грудні 1943 року на німецький ешелон, що слідував із міста Рума у Белград.
Перша «руська» рота (ruska četa) з'явилася у Срему в грудні 1943 року. За традицією того часу в Югославії росіянами називали громадян СРСР незалежно від їхньої національності. Відповідно «руськими», або «російськими» називали і військові формування НВАЮ, які повністю або частково складалися із радянських громадян. Кількість радянських громадян в партизанських загонах невпинно зростала. 7 травня 1944 року з робочої команди при німецькій автоколоні втекла група з десяти радянських людей під проводом москвича В. А. Студнєва. Із собою вони принесли гвинтівки, гранати і один ручний кулемет. Ще кілька груп полонених із табору в Земуні долучилися до партизанів у травні — червні 1944 року. Рота з радянських громадян воювала у складі 3-ї Воєводинської бригади, Пожаревацького та Ібарського партизанських загонів.

### Формування батальйону
«Руський» батальйон 7-ї бригади формувався із радянських бійців зі складу 6-ї Воєводинської бригади, 2-го Сремського партизанського загону та військовополонених, що приєднувалися до партизанів після втечі з неволі в процесі організації бригади. З перших днів створення бригади в її лавах воювали Сергій Черников із Тамбовської області, який потрапив у полон після поранення; Василь Молибога, колишній слюсар із шахти у місті Гуково Ростовської області, а також полтавець В. А. Литвиненко, який утік із табору у місті Славонський Брод.
При формуванні батальйон складався із трьох рот, кожна по 60 — 70 бійців. Дві з них утворювали громадяни СРСР, одну — представники югославських народів. За списком батальйон налічував близько 250 бійців, з яких понад 200 були радянськими громадянами. На початку серпня 1944 року, водночас із формуванням нового батальйону у селищі Слободна Власт, «руський» батальйон отримав номер четвертого батальйону бригади.
Командиром батальйону став П. М. Оранський. У 7-й бригаді його називали «Перо Рус». Першою ротою батальйону командував Володимир Ф. Кощеєв, уродженець Зуєвського району Кіровської області (помер у госпіталі в місті Новий Сад від поранення). Другою ротою — Пилип І. Андріанов з Вінницької області. Комісаром 2-ї роти став В. А. Студнєв. Політичним комісаром батальйону призначили Мирослава Демировича (Білий), який до цього був командиром роти у 6-й Воєводинській бригаді. Червоноармійці становили 70 % складу батальйону.

### Перші бої
Повідомлення про участь радянських бійців батальйону у бойових діях бригади з'являються відразу після його утворення. Поява нової партизанської бригади не залишилася непоміченою у стані противника. Підрозділи 13-ї гірської дивізії СС «Ханджар» із села Срошинці, готуючись до нової фази антипартизанської операції «Волошка», вчинили глибоке проникнення у Босутський ліс із метою проведення розвідки боєм. На напрямку їхнього руху несла охорону рота «руського» батальйону. Хоча інтервенція есесівців була несподіваною, рота швидко зайняла бойову позицію і після короткого бою примусила противника залишити ліс. У тому бою загинув командир роти Л. Альделіков (за другими даними Роман Анћелков) — офіцер Червоної армії.
У липні — серпні 1944 року бригада діяла в Славонії. 20 — 21 серпня 3-й та 4-й батальйони атакували домобранів у селі Паушинці. Противник відступив до опорного пункту в селі Обрадовці. В кінці серпня радянські партизани вели бої з частинами німецької 1-ї козачої дивізії в районі Кутєво біля села Бектеж.

### Бої під Бектежем
28 серпня два полки 1-ї козачої дивізії, сформованої на окупованій території СРСР із російських донських, кубанських і терських козаків, очолюваних переважно німецькими офіцерами, почали рейд на звільнену партизанами територію Славонії в районі Крндії. Німці намагалися захопити запаси пшениці нового врожаю зі складів Другого економічного сектора, розташованого в районі південних схилів гір Крндія поблизу села Градіште, а потім зі складів біля сіл Дузлук і Піштане, що лежать на південний захід від міста Ораховиця.
Дізнавшись про наміри німців, командування 6-го Славонського корпусу терміново перекинуло на загрожуваний напрямок 7-му Воєводинську бригаду. 28 серпня бригада без відпочинку здійснила 30-кілометровий марш і до півночі з 28 на 29 серпня зайняла оборону в районі сіл Градіште і Бектеж. На світанку вона прийняла на себе удар 1-го Донського полку 1-ї козачої дивізії. В один з напружених моментів бою, коли німці прагнули взяти в кільце 1-й батальйон бригади, що обороняв позиції біля села Бектеж, в бій був введений 4-й «російський» батальйон. Перша рота батальйону, посилена одним взводом і кулеметами з інших рот, ведена комбатом П. М. Оранським і комісаром батальйону Мирославом Демировичем (Білим) зайшла в тил гітлерівців і атакувала їхні бойові порядки. Ось як описує цю атаку Нікола Божич:

«Щоб відвернути увагу німців, 1-й батальйон відкрив шквальний вогонь. Рота потай обійшла правий фланг противника і з'явилася в кукурудзяному полі в його безпосередньому тилу. Раптова поява бійців 4-го батальйону позаду ворожих стрілецьких ліній викликала сум'яття в їхніх рядах. Ланцюги атакуючих радянських бійців, що бігли з примкнутими до гвинтівок багнетами і їхнє гучне „ура!“, яке зловісно пронеслось по кукурудзяному полю, градовою хмарою навалилися на густі ряди білогвардійців. Упізнавши бойовий клич своїх колишніх співвітчизників, зрадники застигли, наче паралізовані. Почалася сутичка. Партизани палили з гвинтівок і кулеметів, кололи багнетами. Попереду атакуючих рядів, стріляючи на ходу, бігли командир взводу 1-ї роти Георгій Капиця та кулеметник Анатолій Світулін. Після короткої, але запеклої рукопашної боротьби правий фланг противника став відступати до центру. Побачивши це, комбат 1-го батальйону повів людей у загальну контратаку. Не витримавши натиску, козаки почали відступ по всій лінії».

Здійснивши маневр, радянські бійці знищили штаб одного з німецьких батальйонів, що розташувався у високій кукурудзі, а також сприяли оточенню близько 300 козаків у трикутнику між дорогою Бектеж — Кула і Бектеж — Кутєво. Від поразки їх врятували брак набоїв у партизанів та підмога кубанського полку, який підійшов з боку Кутєва.
У ході дводенних боїв 7-ма Воєводинська бригада і партизани Пожезького загону завдали противнику значних втрат. 30 серпня у другій половині дня, після підходу частин 6-го славонського корпусу, німці були змушені припинити рейд і відступити у Плетерницю і Пожеґу.
У бою під Бектежем загинули командир взводу 1-ї роти 4-го батальйону Георгій Капиця і боєць Олександр Самойленко з Полтави. Був важко поранений політичний делегат взводу Василь Красов.
За успішну оборону звільненої території Славонії 7-ма Воєводинська бригада була відзначена похвалою Головного штабу НВА і ПЗ Хорватії і командування Східної групи загонів. Після боїв під Бектежем, наказом штабу бригади відмічено бійців 1-ї роти 4-го батальйону, а також окремо Георгія Капиці (посмертно), Михайла Манарбаєва і Анатолія Світуліна.

### Останні партизанські акції в Славонії
З 31 серпня по 5 вересня 7-ма Воєводинська бригада спільно із Осієцькою бригадою 12-ї Славонської дивізії 6-го корпусу здійснювала скоординовані удари по лініях німецьких комунікацій. Об'єктом першої бригади була залізниця на ділянці Джяково — Осієк, другої — Славонський Брод — Врполє. У цей період часу бригада отримала наказ про повернення в Срем. Належало скритно пройти через зайняті німцями райони, подолати 4 залізничні комунікації і ряд шосейних доріг. У складі бригади було близько 2000 осіб, у тому числі 300 осіб неозброєного поповнення, 250 жінок і дітей. Розрахункова довжина похідної колони бригади, включаючи обоз, становила 4,5 — 5 км. Прикриття 7-ї бригади на маршруті руху в Славонії здійснювала Осієцька бригада. У свою чергу, у процесі маршу 7-ма бригада забезпечила прикриття нападів Осієцької бригади на німецько-усташські гарнізони в селах Старі Перковці і Врполє.

### Батальйон у боях за Ілок
У першій декаді вересня 1944 року, здійснивши за три нічних переходи 100-кілометровий марш через контрольовану німцями територію, батальйон у складі 7-ї бригади повернувся на свої основні бази в районі сел Батровці і Липовац (коло міста Шид). 17 вересня Головний штаб НВА і ПЗ Воєводини наказав посилити напади на комунікації противника. 4-й батальйон в ніч з 21 на 22 вересня на дільниці Сремська Митровиця — Рума залізної дороги Белград — Загреб порушив колію і лінії зв'язку. Наступного дня була скоєна диверсія на ділянці Сремська Митровиця — Вогань. 25 вересня радянські і югославські бійці знищили гарнізон в селі Сот — важливому укріпленому пункті противника. Під час бою загинули Петро Челбри та полтавець Василь Кленкін. Наступні бої відбулися під час штурму міста Ілок. Батальйон прикривав атаку 1-го і 3-го батальйонів з боку міста Шид. У наказі комбрига підкреслювалося: «утримати позиції за будь-яку ціну».
Штурм міста почався о шостій ранку 29 вересня. Йшов сильний дощ. Вже через годину батальйон був атакований з боку села Сот підрозділом чисельністю до 400 солдатів. Протягом дня бійці батальйону відбили дві атаки німців. 30 вересня штурм Ілока продовжився. Противник також з новою силою навалився на батальйон. Під сильним артилерійським і мінометним обстрілом батальйон відійшов на іншу висоту, але відбивав атаки. Скоро підійшли німецькі танки, та противник не прорвався. Батальйон виконав завдання. Після знищення гарнізонів в Ілоку і Шаренграді частини 7-ї та 11-ї воєводинських бригад почали відхід. Свої позиції 4-й батальйон залишив тільки з настанням темряви, після наказу командування бригади. В донесенні штаба 7-ї Воєводинської бригади від 3 жовтня 1944 року Головному штабу НВА і ПЗ Воєводини повідомлялось, що німці втратили 127 солдатів і 4 офіцерів, 65 солдатів захоплено в полон. Як трофеї взято 250 гвинтівок та інша зброя. Батальйон також мав втрати. Серед загиблих був політкомісар 1-ї роти Володимир Євсеєнко.
За активну участь у боях за Ілок штаб бригади оголосив подяку усьому 4-му батальйону. Окремо були відзначені бійці Ілля Мусінов, Саіт Махнадеєв, Георгій Ганін, Павло Градна, Тимофій Санталов.

### Репатріація
Після завершення Белградської операції виникли умови для репатріації радянських громадян. 21 листопада 1944 року командир 68-го стрілецького корпусу генерал-майор Н. Н. Шкодунович направив командувачу 3-м Українським фронтом Маршалу Радянського Союзу Ф. І. Толбухіну таке донесення:

«В Ірігу є російський партизанський батальйон з колишніх військовополонених у складі 230 чоловік під командуванням капітана Оранського, який раніше діяв у складі 7-ї партизанської бригади. Цей батальйон існує півтора року; місцеве населення знає про цей батальйон із позитивного боку, є ряд позитивних характеристик від 7-ї партизанської бригади. В даний час батальйон знаходиться у складі 5-ї Воєводинської бригади 36-ї піхотної дивізії НВАЮ. Батальйон боїв не веде. Командування хоче розформувати цей батальйон по бригадам. Прошу Вашого дозволу щодо прийому зазначеного батальйону на укомплектування 52-ї стрілецької дивізії без посилки його у запасний полк. Перевірку зробимо на місці».

У відповіді начальника штабу 3-го Українського фронту гвардії генерал-лейтенанта С. І. Іванова від 22 листопада повідомлялося: «Маршал Толбухін згоден передати батальйон російських партизан на поповнення 52-ї стрілецької дивізії. Про це поставлено питання перед маршалом Тіто. При отриманні від нього відповіді Вам буде повідомлено». Згода югославської сторони не забарилася і 23 листопада командир 68-го стрілецького корпусу отримав таке розпорядження С. І. Іванова: «Командувач фронту наказав: 1. Загін російських партизанів 36-ї піхотної дивізії НВАЮ прийняти і передати 52-й стрілецькій дивізії. 2. Озброєння загону повністю передати Югославії. 3. Про виконання доповісти».
26 листопада 1944 року 229 бійців і командирів батальйону прибули в розпорядження 52-ї Шумлинської Червонопрапорної стрілецької дивізії (СД) на окраїні Белграда. 28 листопада вони склали військову присягу, а через п'ять днів знову вступили в бій, штурмували Ілок, за який боролися два місяці тому у складі НВАЮ.
Серед документів порталу «Пам'ять народу» виявлений документ, що доповнює відомості про репатріацію бійців батальйону і долю одного з них після прибуття в розташування 52-ї стрілецької дивізії. Це нагородний лист на Молибога Василя Семеновича, 1908 року народження, кулеметника 4-ї роти 431-го стрілецького полку 52-ї СД. З подання слідує, що В. С. Молибога воював в дивізії з 26 листопада 1944 року. До цього «проживав на окупованій території». 28 грудня був поранений. 17 березня 1945 року нагороджений медаллю «За відвагу».
18 березня в бою на території Угорщини в районі міста Комарно він знищив дві кулеметні точки і сім солдатів противника, а трьох захопив у полон. Наказом 52-ї СД № 023н від 10 квітня 1945 року В. С. Молибога нагороджений орденом Слави ІІІ-го ступеня.

## Комбат Перо Рус
Командир «руського» 4-го батальйону 7-ї Воєводинської ударної бригади Петро Максимович Оранський народився у 1906 році у простій єврейській родині в селі Зорин Іванківського району Київської області.
У 1939 році його мобілізували до армії. Під час радянсько-фінської війни був важко поранений, але армію не залишив. Напад нацистської Німеччини зустрів на південному кордоні, воював з перших днів війни. Потім була оборона Одеси. За подвиг у боях під Новою Дофінівкою був нагороджений орденом Червоного Прапора.
У жовтні 1941 року полк П. М. Оранського був евакуйований до Севастополя. На початку липня 1942 року німці прорвали оборону міста. В одному з останніх боїв П. М. Оранський був важко поранений. Через кілька днів його, знесиленого і безпомічного, виявили і взяли у полон. Дивом вижив. Врятував бойовий товариш, який переконав німців, що перед ними не єврей, а простий військовий технік. Знесилений, з гнійними ранами ледве дійшов до табору військовополонених, який був облаштований за колючим дротом на піщаному пустирі між Рудольфовою слободою і балкою Бермана. Потім був період поневіряння по таборах.
У грудні 1942 року його перевезли до Югославії в табір військовополонених у місті Земун. Під час будівництва мосту через річку Сава йому разом з товаришем Захарієм Волковим вдалося втекти. До темряви переховувалися в заростях очерету. Потім усю ніч, знесилені й голодні, йшли навмання лісом і горами у надії вийти до партизанів. Вранці зустріли сербську селянську родину, вражену виглядом двох утікачив, худих і забруднених. Ці люди допомогли їм дістатися до села Джаково, куди потім прийшли партизани 2-го Сремського загону.
У перший бій П. М. Оранський пішов рядовим. Після бою командир батальйону Владо Обрадович особисто передав йому гвинтівку загиблої партизанки. За спогадами партизана, ця гвинтівка завжди була з ним. У загоні йому дали партизанський псевдонім «Перо Рус» і скоро призначили командиром «руського» взводу. Їх, радянських громадян, у загоні тоді було 16. Потім П. М. Оранського перевели до штабу 6-ї Воєводинської бригади. Коли дійшло до формування радянського батальйону, П. М. Оранський став його командиром. Він уміло керував бійцями, у боях на сербській землі був двічі поранений.
Нікола Божич у монографії про 7-му Воєводинську бригаду не наводить характеристик комбата «Пера Руса», надаючи лише самі об'єктивні факти бойових дій керованого ним батальйону. Сам Петро Максимович у своєму оповіданні «Рус, друже» про себе писав скромно, не наголошуючи на своїй особі, навіть не назвав нагороди, отримані згідно з Указом Президента Югославії Йосипа Броза Тіто.
Що відбувалося з П. М. Оранським після прибуття в розпорядження Червоної армії — достеменно не відомо. Натяки в деяких публікаціях про його поневіряння у фільтраційному таборі (ПФТ) не підтверджуються документальними джерелами, наведеними у попередньому розділі. Прибуття батальйону в стан Червоної армії відбувалося у фронтових умовах. З огляду на події того часу, перевірку він і його люди проходили безпосередньо в 52-й стрілецькій дивізії, куди й були зараховані. На це вказують і архівні документи бази даних порталу «Пам'ять народу», у тому числі акт Харківського обласного військкомату від 30 вересня 1945 року про вручення нагородженим медалей «За перемогу над Німеччиною», де під № 214 фігурує заступник начальника постачання 52-ї стрілецької дивізії 57-ї армії П. М. Оранський. З документу слідує, що колишній комбат у складі дивізії був призначений на відповідальну офіцерську посаду, воював до кінця війни і після її закінчення невдовзі був демобілізований з лав армії.
У СРСР комбат Перо Рус став відомим громадськості лише через 20 років після закінчення війни. У лютому 1965 року в газеті «Ізвестія» вийшла стаття «Руський комбат». Там же була опублікована фотографія П. М. Оранського верхи на коні під час першотравневого параду в партизанському краї. Жика Тадич, директор музею в місті Новий Сад (Воєводина) розповів журналісту газети історію цього фото. Стаття в «Ізвестіях» закінчувалася словами Жики Тадича:

"Ми хочемо обладнати в музеї спеціальний стенд, щоб розповісти про «російський» батальйон та його славного командира. На жаль, ми не знаємо подальшої долі Петра Оранського! Де тепер колишній партизанський командир? Нехай знає, що пам'ять про нього зберігають не тільки музейні архіви — цю пам'ять дбайливо зберігають і наші серця"ю.

Восени 1966 року Перо Рус прибув поїздом у Новий Сад. На вокзалі його зустрічало багато людей, серед яких були і Народний герой Югославії, командир 7-ї Воєводинської бригади Мілан Єшич Ібра, Жика Тадич та інші бойові друзі…
Петро Максимович Оранський нагороджений орденом Червоного Прапора та югославськими орденами «За заслуги перед народом» і «За хоробрість». Після війни він жив у Ризі в статусі персонального пенсіонера.

## Використана література
- Нікола Божић. Седма војвођанска бригада. — Београд: Војно-издавачки завод, 1984.
- Nikola Anić, Sekula Joksimović, Mirko Gutić. Narodno oslobodilačka vojska Jogoslavije. Pregled Razvoja Oruzanih Snaga Narodnooslobodilnackog pokreta 1941—1945. — Beograd: Vojnoistorijski institut, 1982.
- Советские люди в освободительной борьбе югославского народа 1941—1945 гг.: Воспоминания, документы и материалы /Сост. Бушуева Т. С., АН СССР, Ин-т военной истории М-ва обороны СССР. — Москва: Наука, 1973. (рос.)
- Бушуєва Т. С. «Русские» роты и батальоны в Народно-освободительной армии Югославии. // Советское славяноведение: журнал. — 1972. — № 3. (рос.)
- Казак В. Н. Побратимы: Советские люди в антифашистской борьбе народов балканских стран 1941—1945. — Москва: Мысль, 1975. (рос.)
- Михаил Лев. Повесть «Перо Рус» в книге «Если бы не друзья мои…». — Москва: Советский писатель, 1968. (рос.)